# Mahonie (hout)

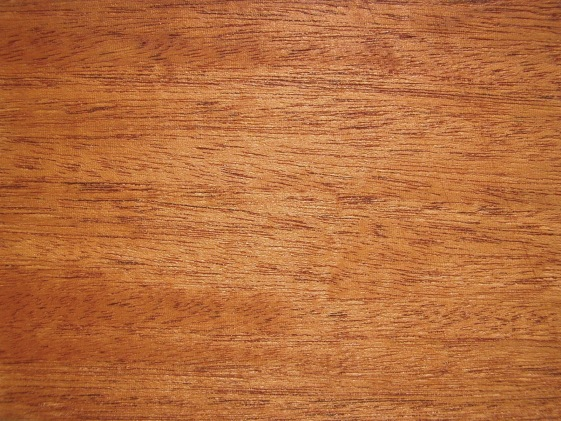
Swietenia mahonie, afgewerkt met olie. Let op de kruisdraad

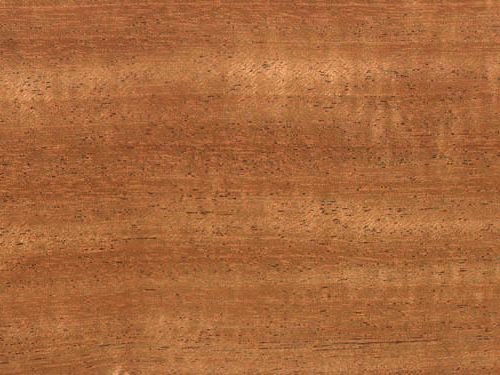
Khaya mahonie, ook met kruisdraad

Mahonie is een bekende houtsoort, een edele houtsoort, en daarvan afgeleid, in het algemeen spraakgebruik, ook wel een kleur. Oorspronkelijk was mahonie afkomstig uit West-Indië, van Swietenia mahagoni (familie Meliaceae). Het is mooi stabiel hout, waarmee meubels te maken zijn die niet in een andere houtsoort te maken zijn (de favoriete houtsoort van Chippendale en zijn navolgers). Ook wordt het veel gebruikt in de botenbouw. Tevens is het in gebruik voor bepaalde muziekinstrumenten, met name voor de klankkast van gitaren. 
Toen het eenmaal een grote reputatie had ontstond de praktijk elke min of meer rode houtsoort te verkopen als "mahonie" met een voorvoegsel. Het loont dus de moeite om altijd te controleren om welke houtsoort het gaat, als het woord mahonie valt.
Ruwweg is de volgende onderverdeling te maken
1. Afkomstig van bomen uit het genus Swietenia (familie Meliaceae): dit heet dan Amerikaans mahonie, Swietenia mahonie, etc.
2. Afkomstig van bomen uit de genera Swietenia of Khaya (beide horend tot de familie Meliaceae). Hout van dit tweede genus heet dan Afrikaans mahonie, Khaya mahonie, etc.
3. Het meervoud "mahonies" wordt wel gebruikt als verzamelnaam voor hout afkomstig van bomen uit de genera Entandrophragma, Khaya, Swietenia (alle drie horend tot de familie Meliaceae).
4. Fantasienamen, als Birma mahonie, Filipijns mahonie, en dergelijke.

## CITES
Alle soorten van het genus Swietenia staan al enige tijd op de CITES II-lijst. Sinds 2022 geldt dat ook voor wilde (Afrikaanse) populaties van Khaya. Dit betekent dat zij niet meer internationaal verhandeld mogen worden zonder de vereiste papieren.

## Fotogalerij

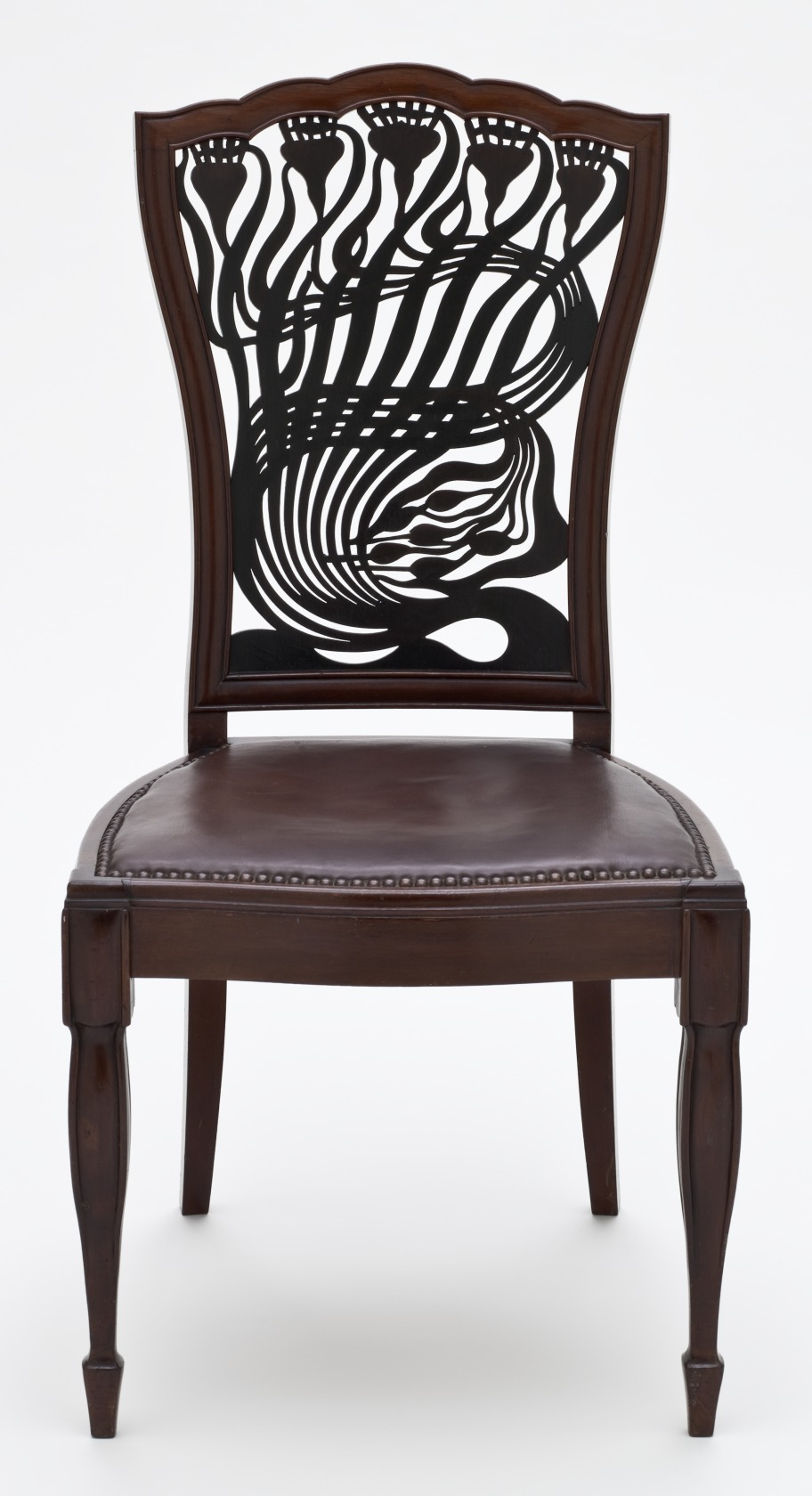
Stoel van mahonie, circa 1883
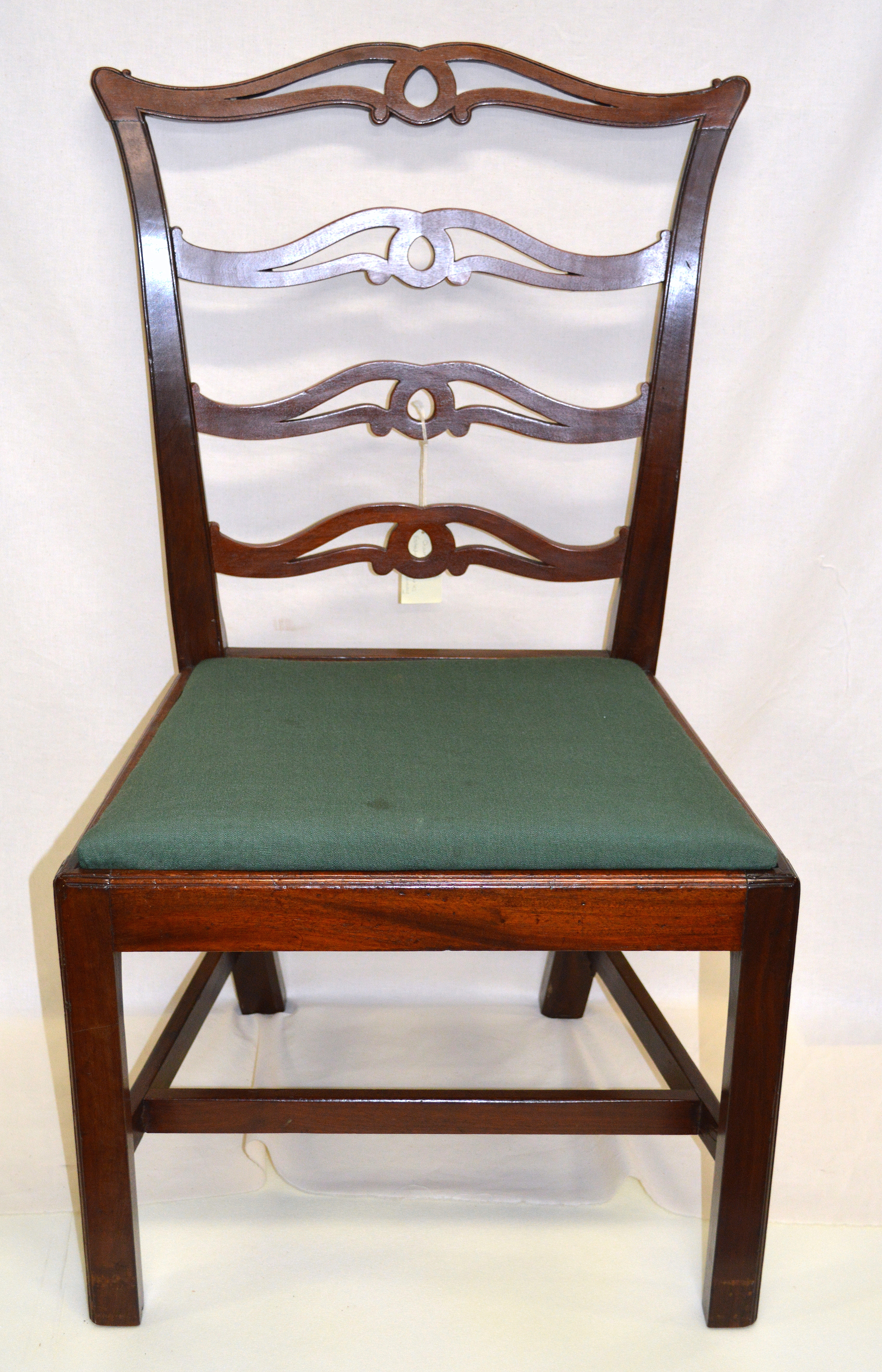
Stoel van mahonie, circa 1780
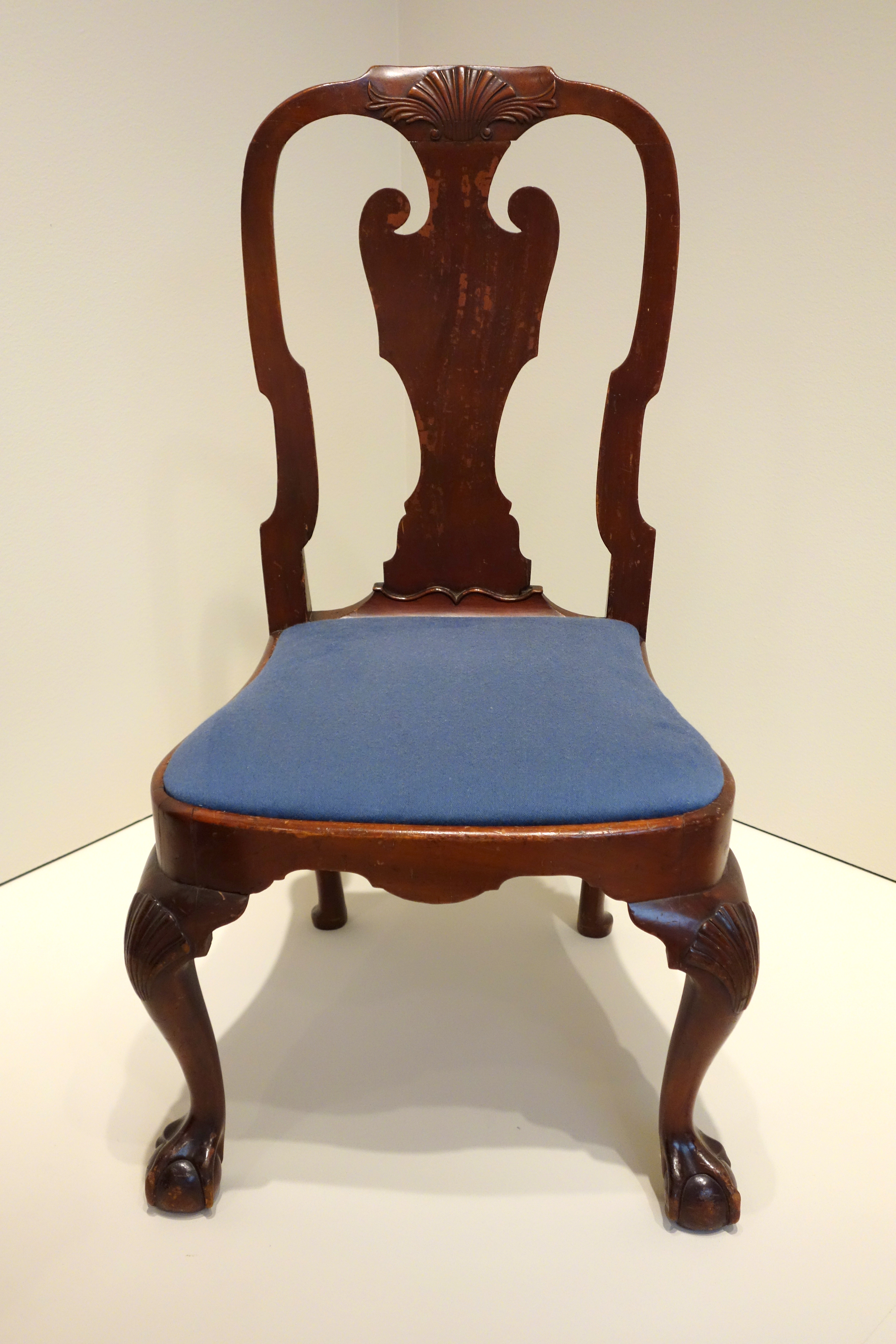
Stoel van mahonie, circa 1760-1770
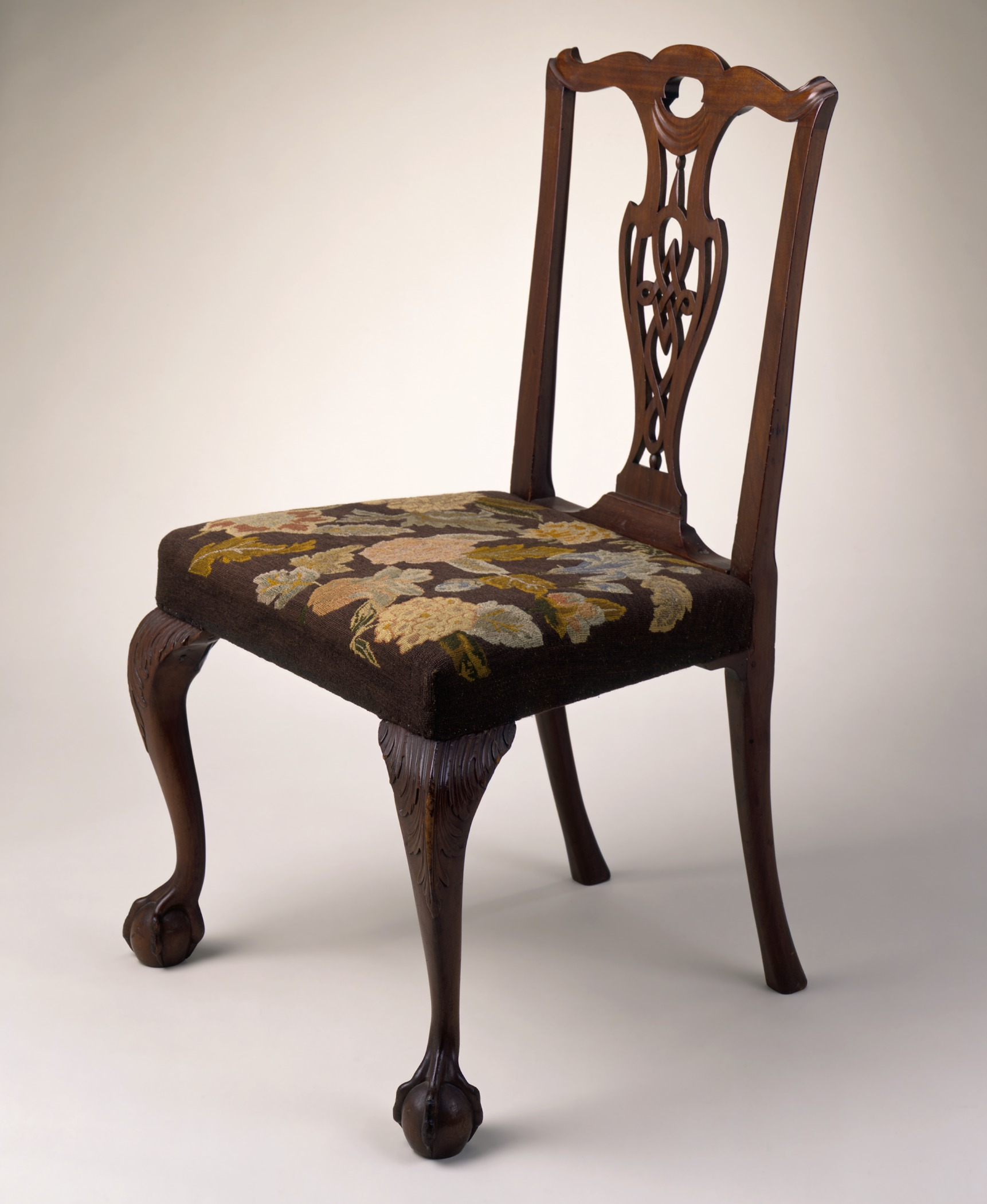
Stoel van mahonie, circa 1765-1775
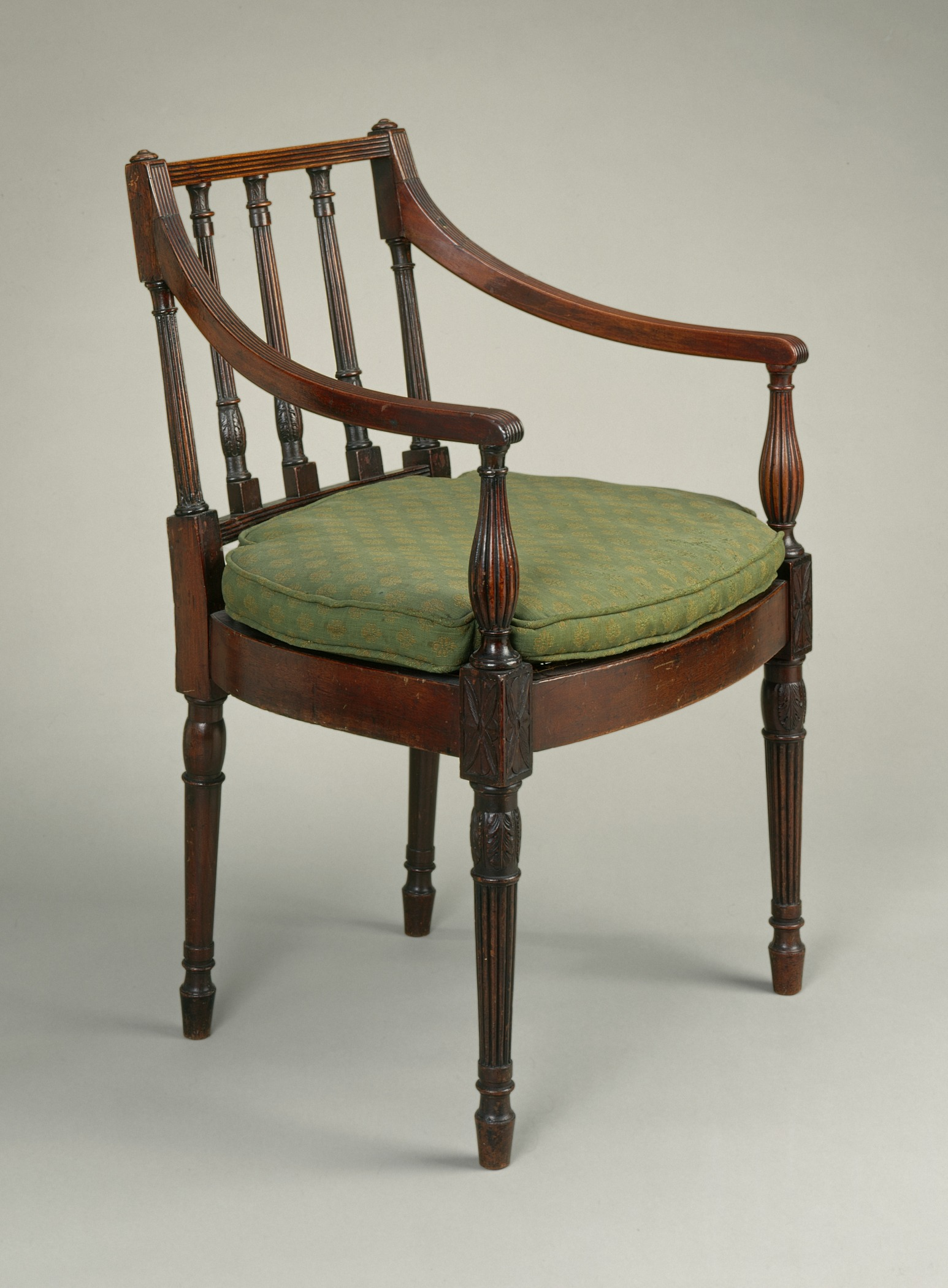
Stoel van mahonie, circa 1805-1815
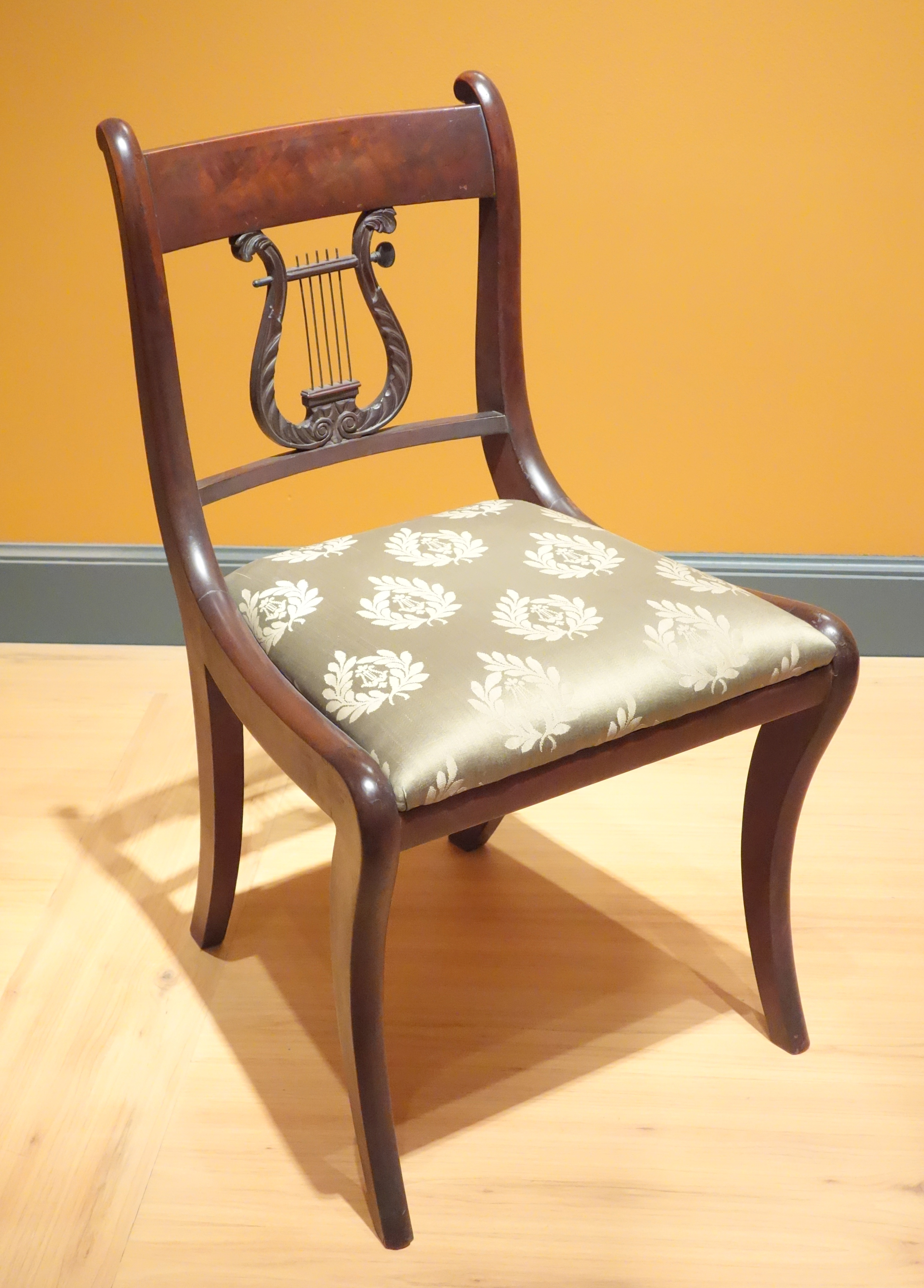
Stoel van mahonie, circa 1926
Stoel van mahonie, circa 1840
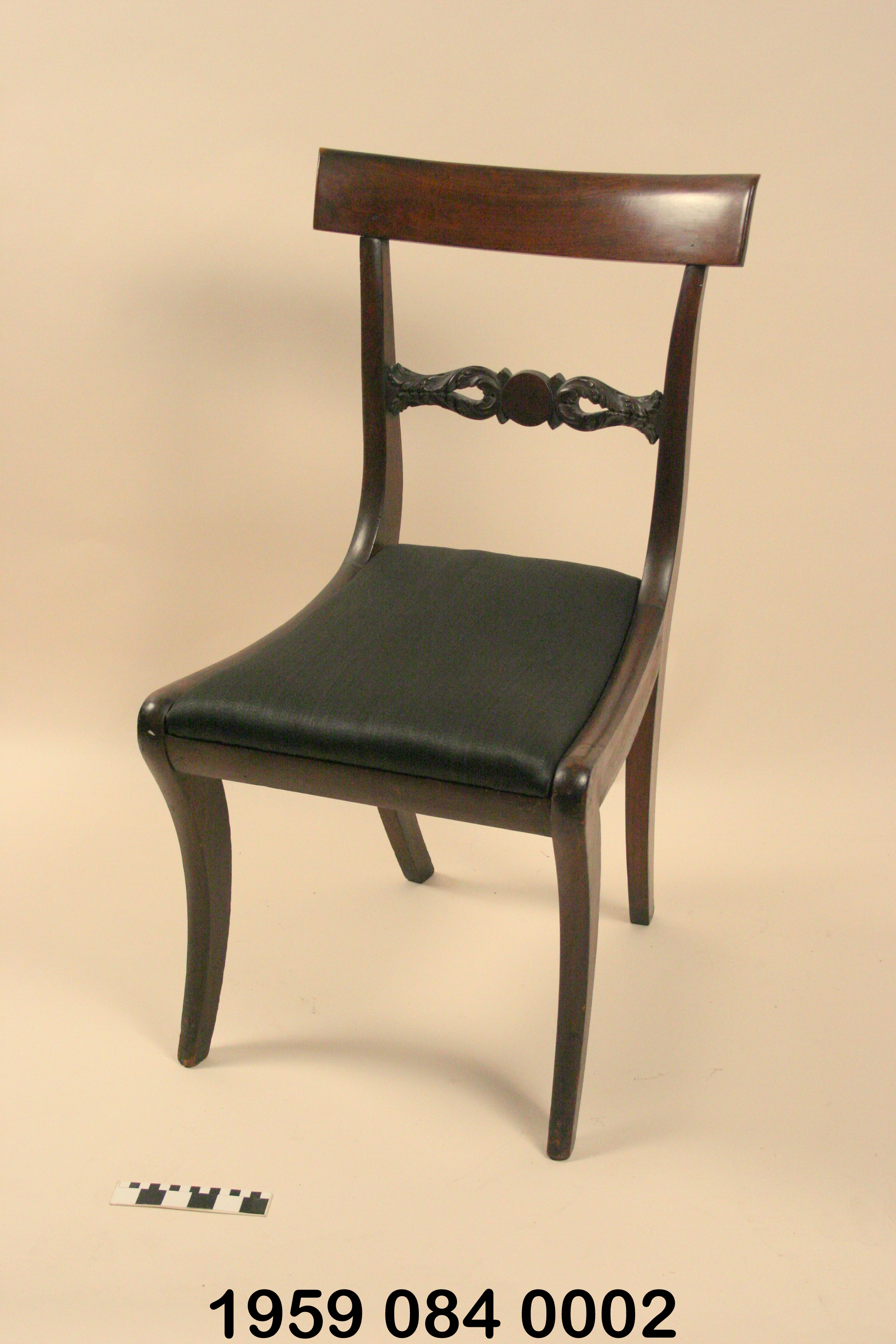
Stoel van mahonie, circa 1830
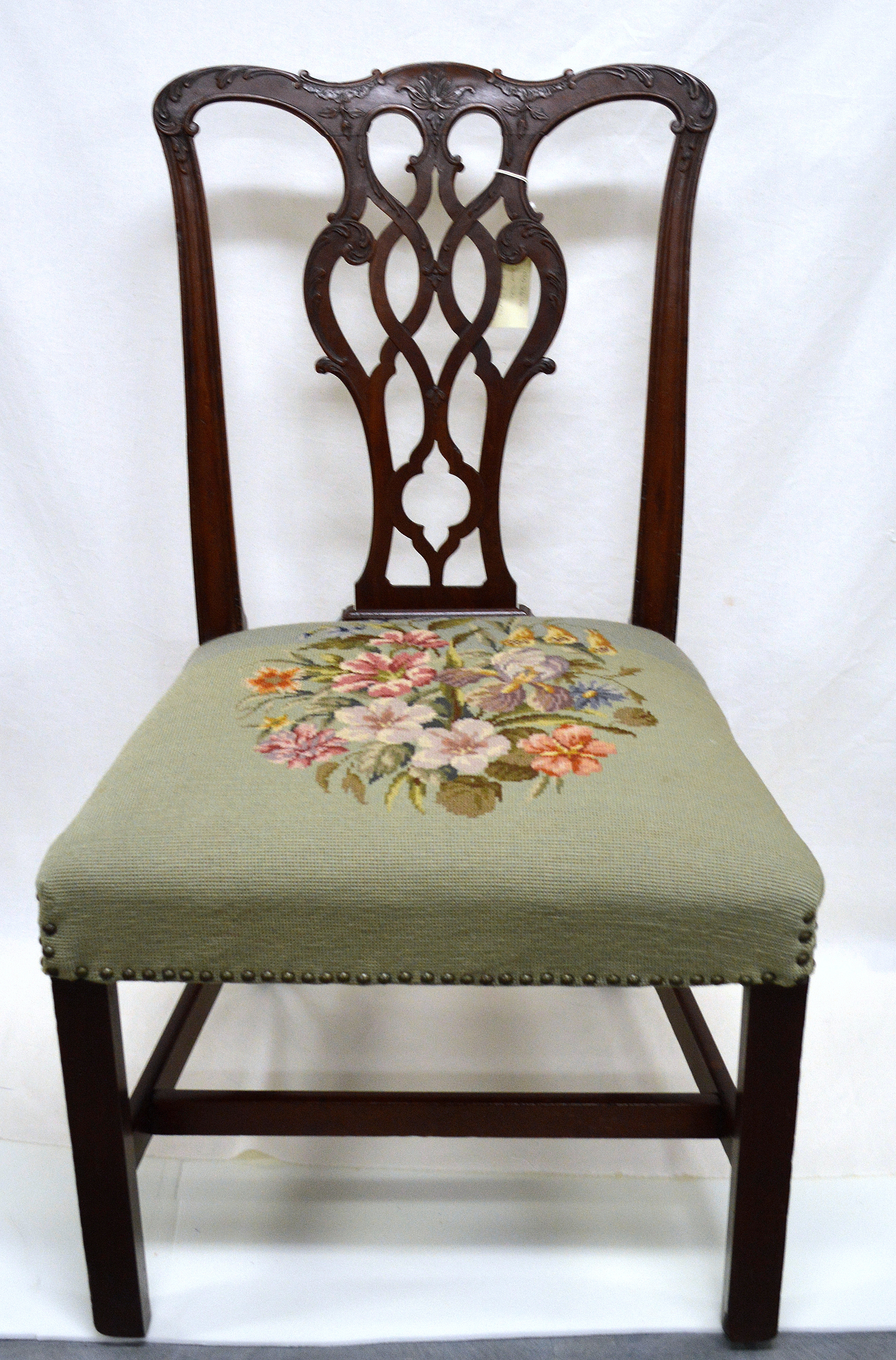
Stoel van mahonie, circa 1770
Stoel van mahonie, circa 1820
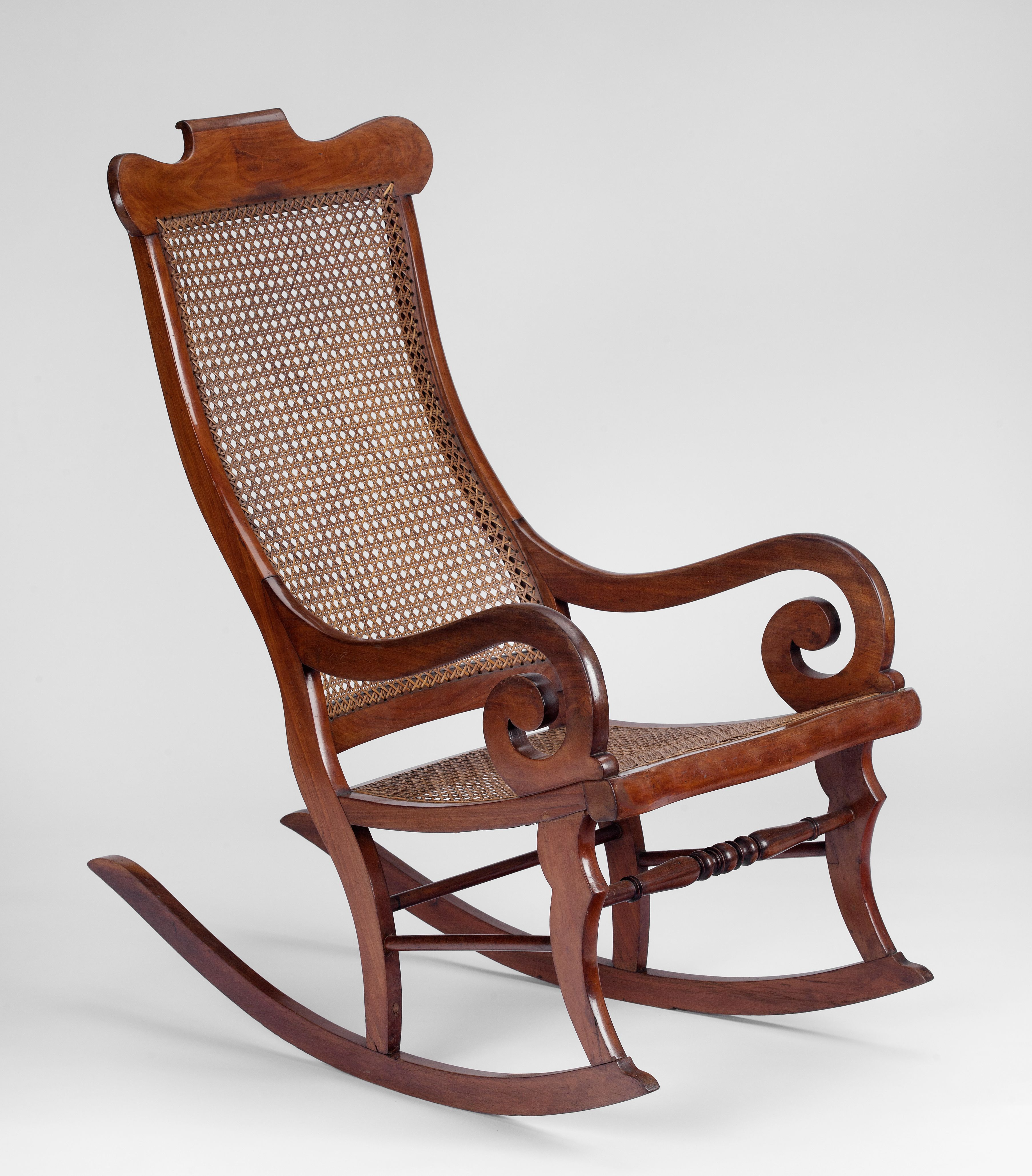
Stoel van mahonie
Stoel van mahonie, circa 1840
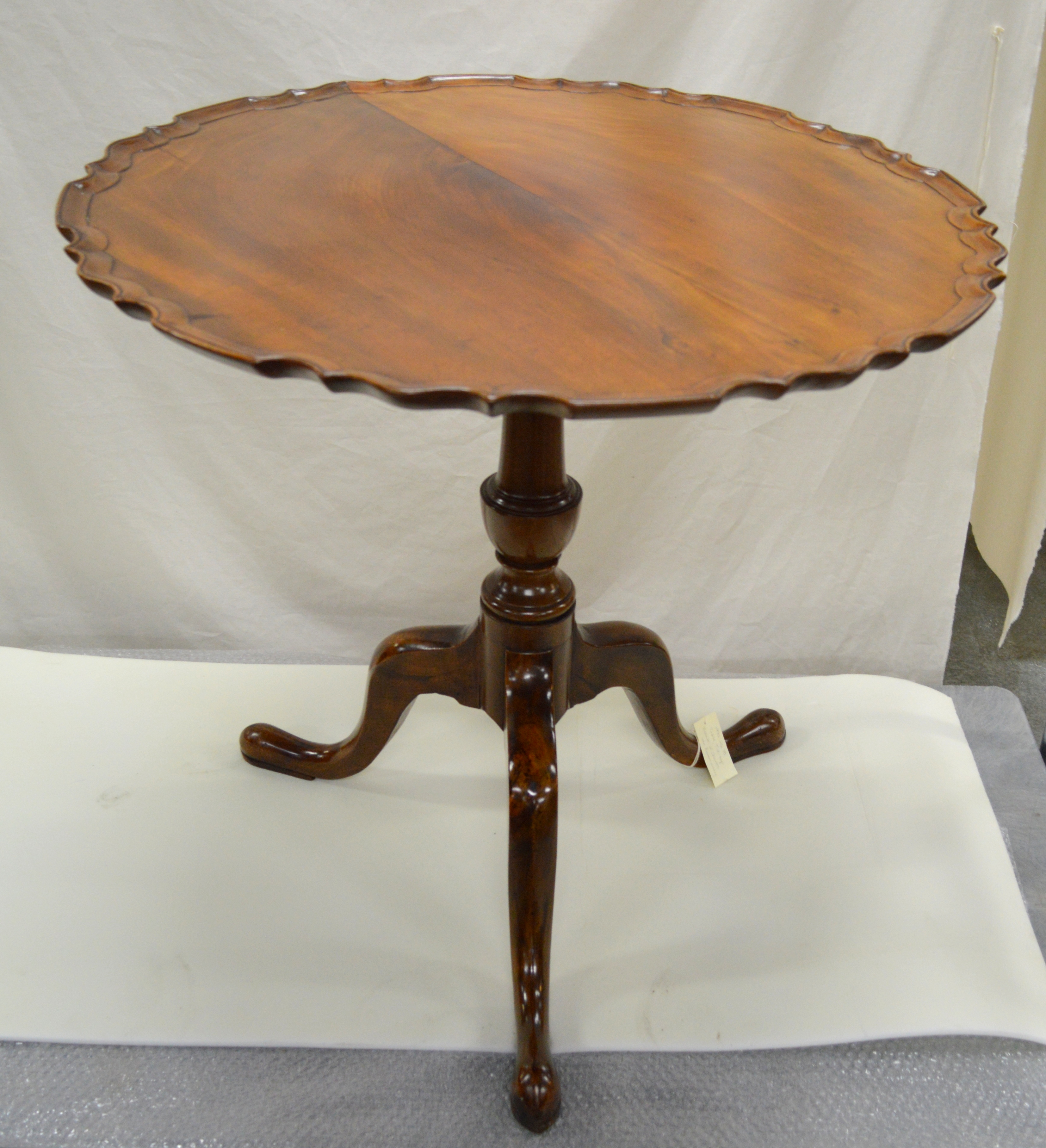
Meubel van mahonie, circa 1790
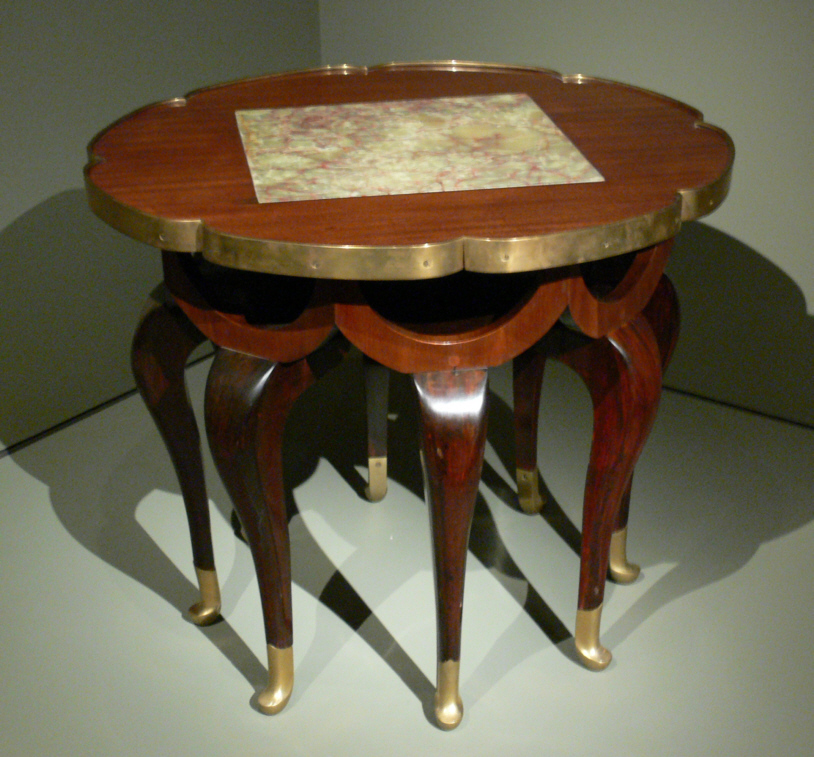
Meubel van mahonie, circa 1903
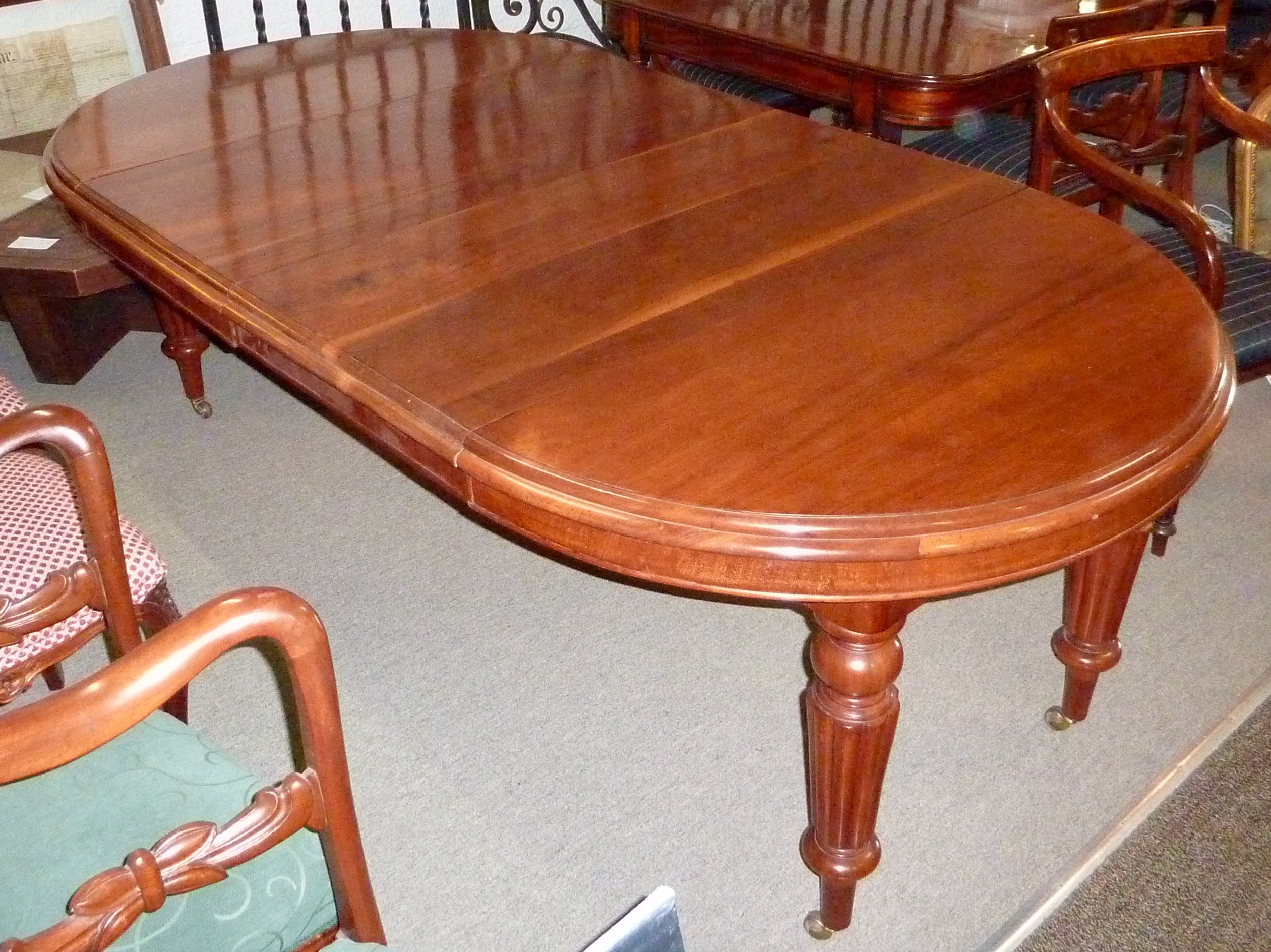
Meubel van mahonie, Victoriaans
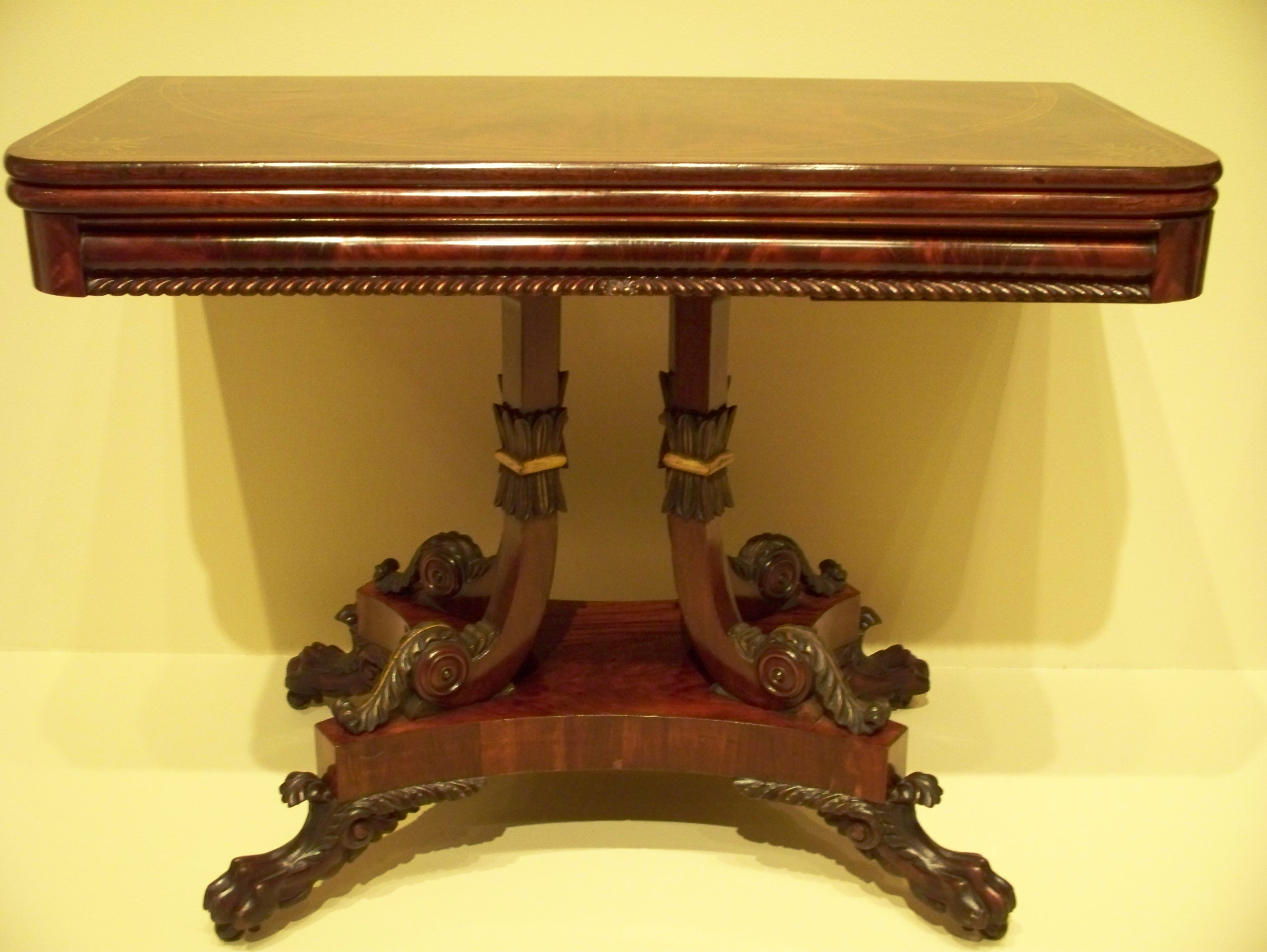
Meubel van mahonie, circa 1828
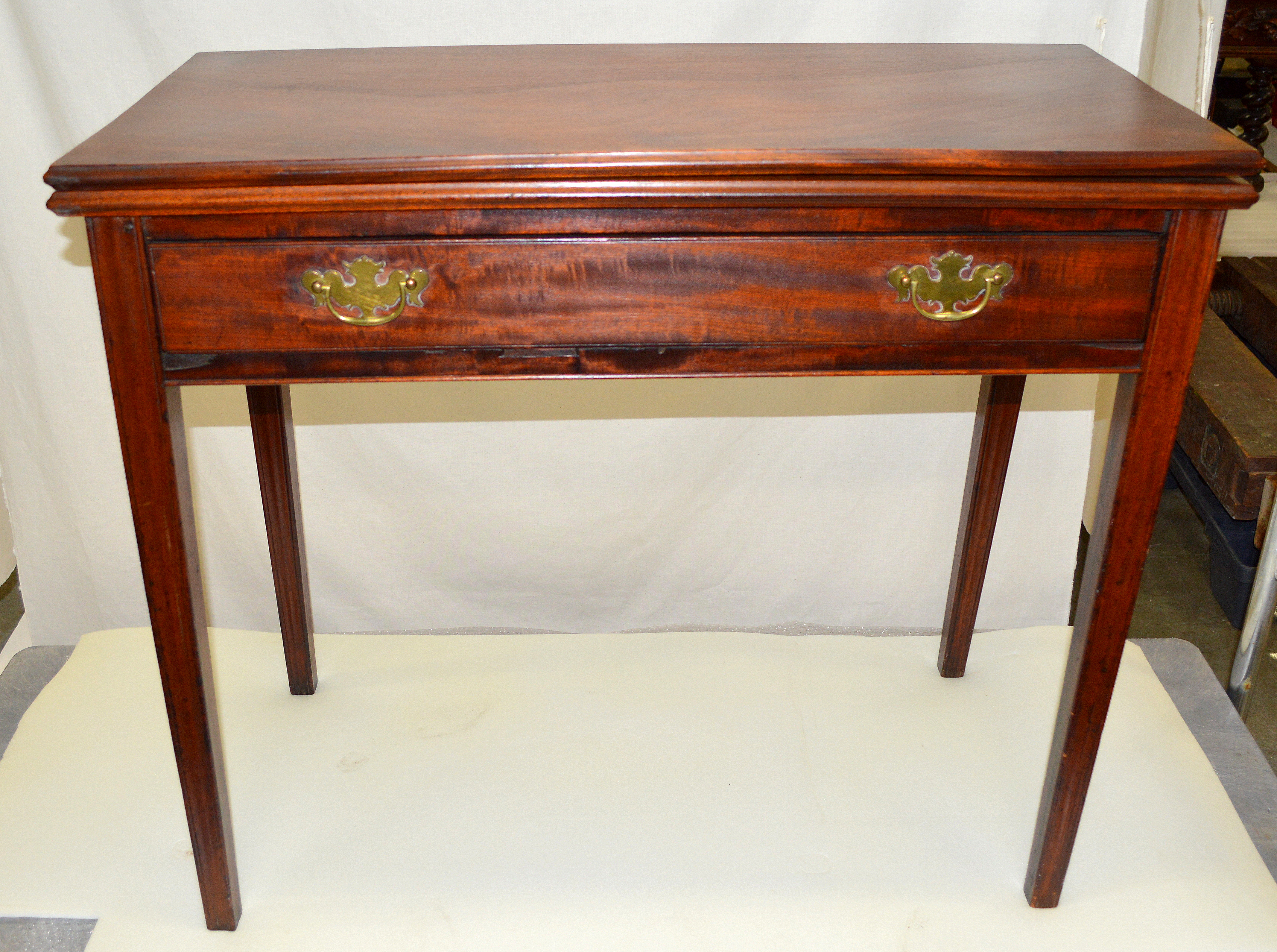
Meubel van mahonie, circa 1793
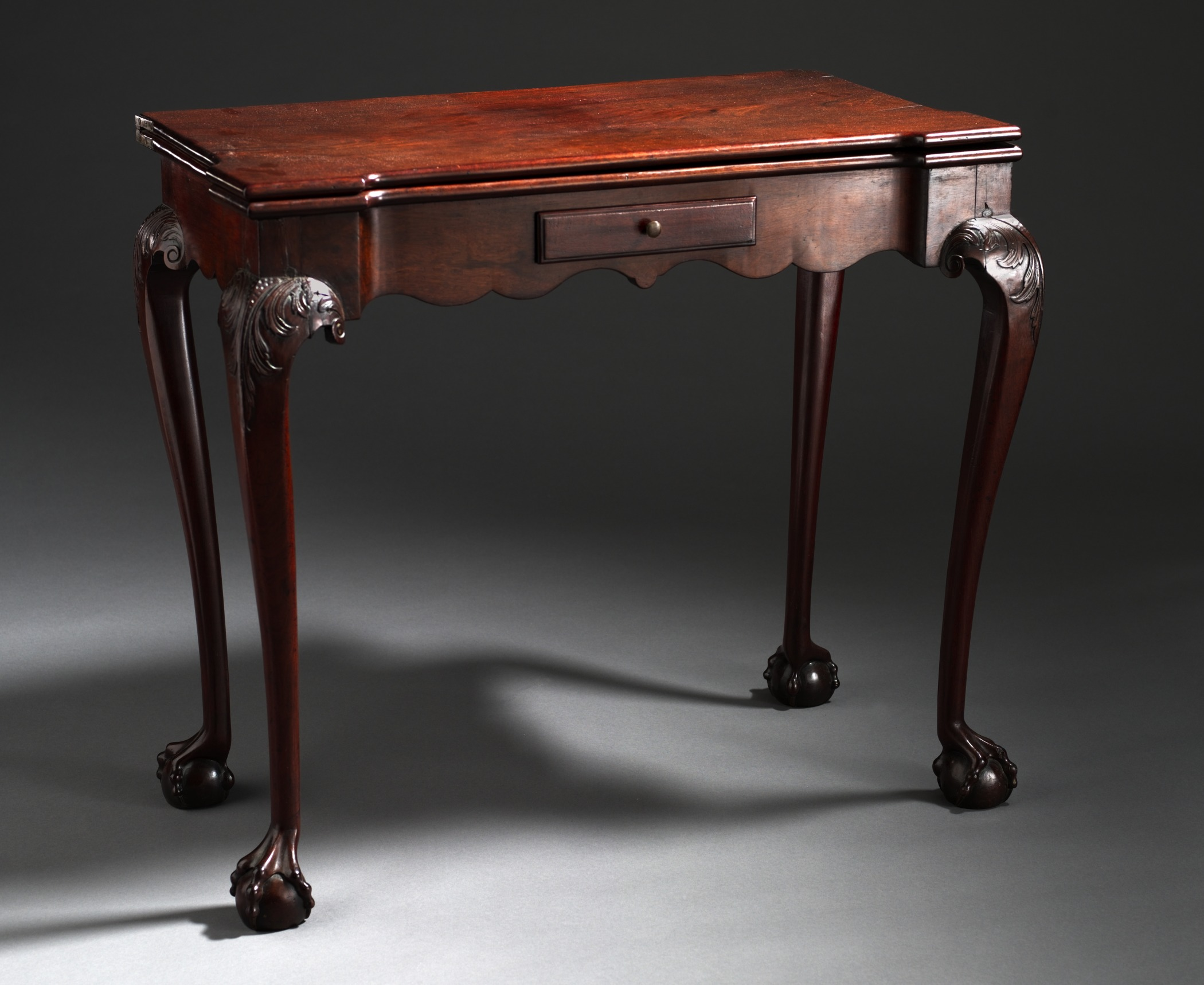
Meubel van mahonie, circa 1770
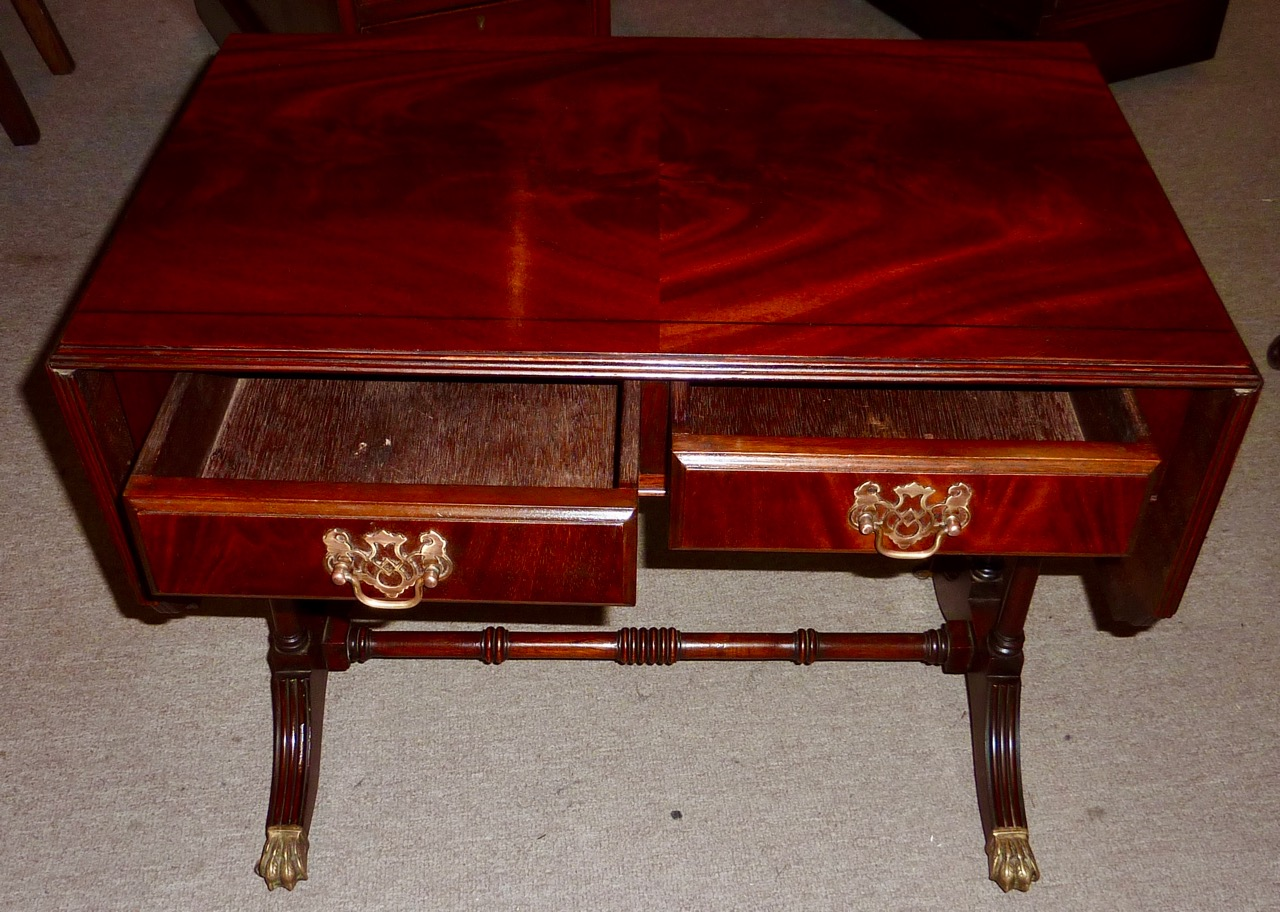
Meubel van mahonie, circa 1950
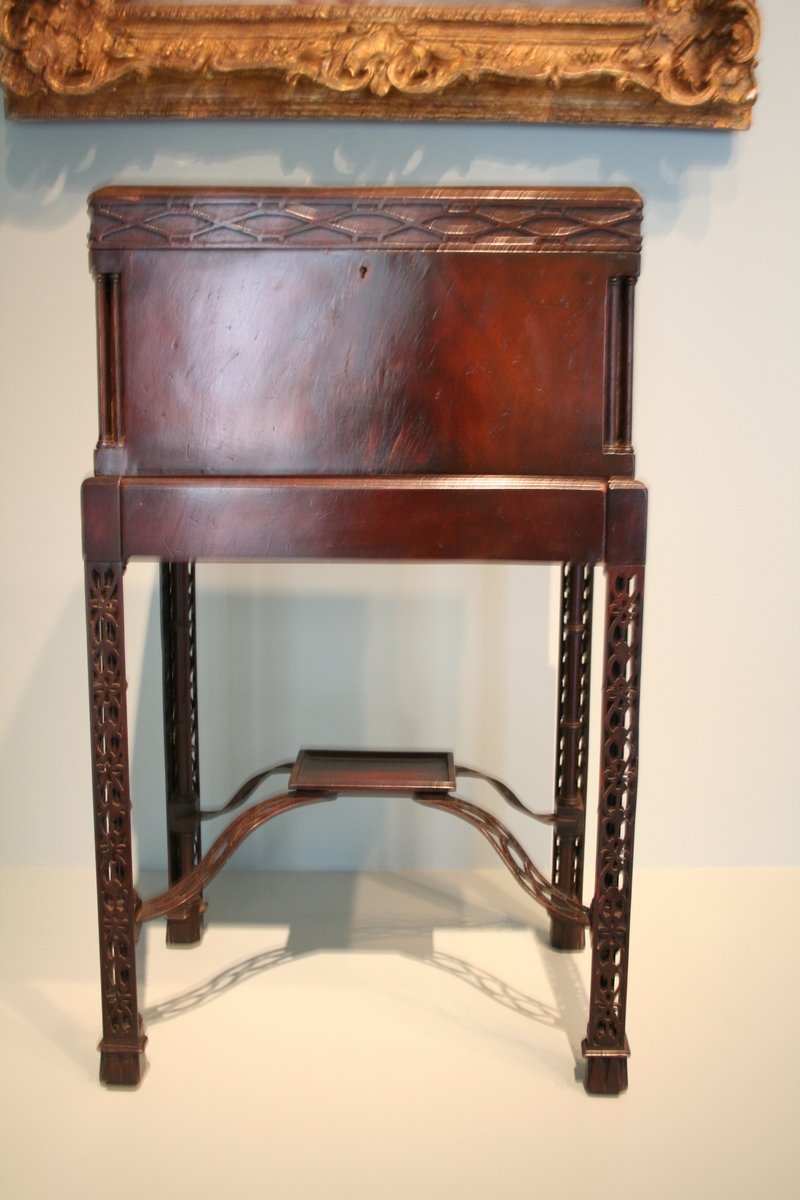
Meubel van mahonie, achttiende eeuw
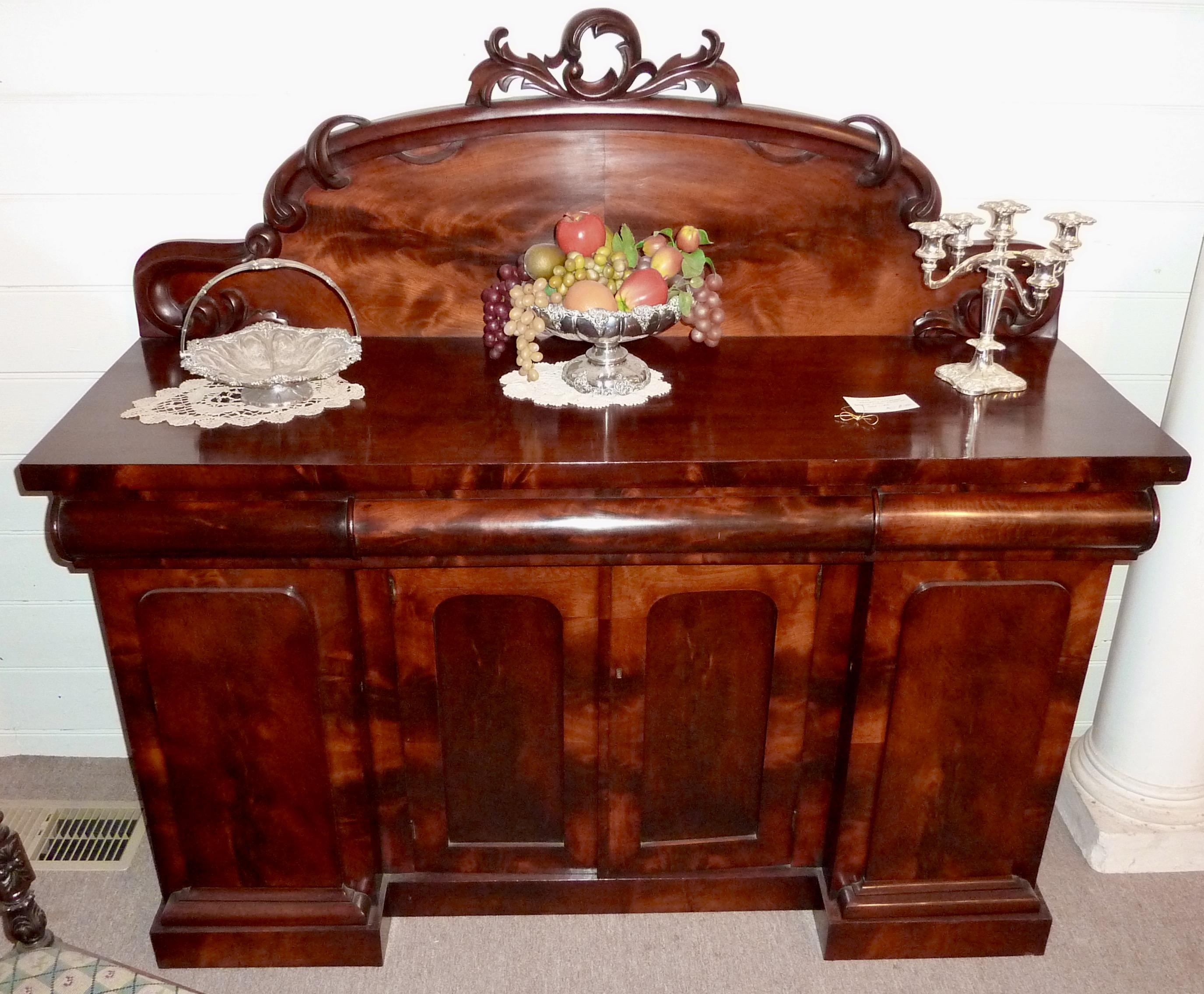
Meubel van mahonie, circa 1870
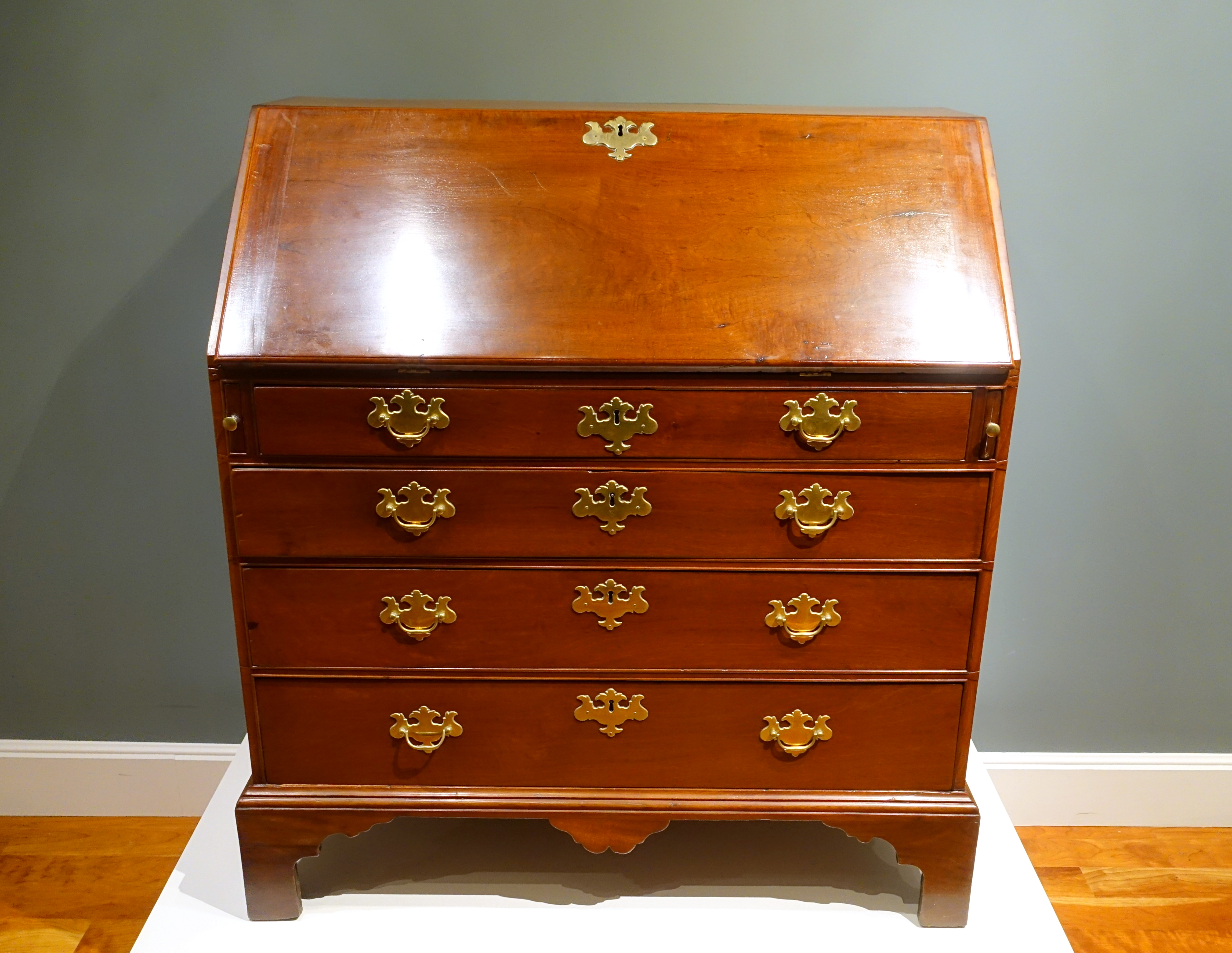
Meubel van mahonie, circa 1770
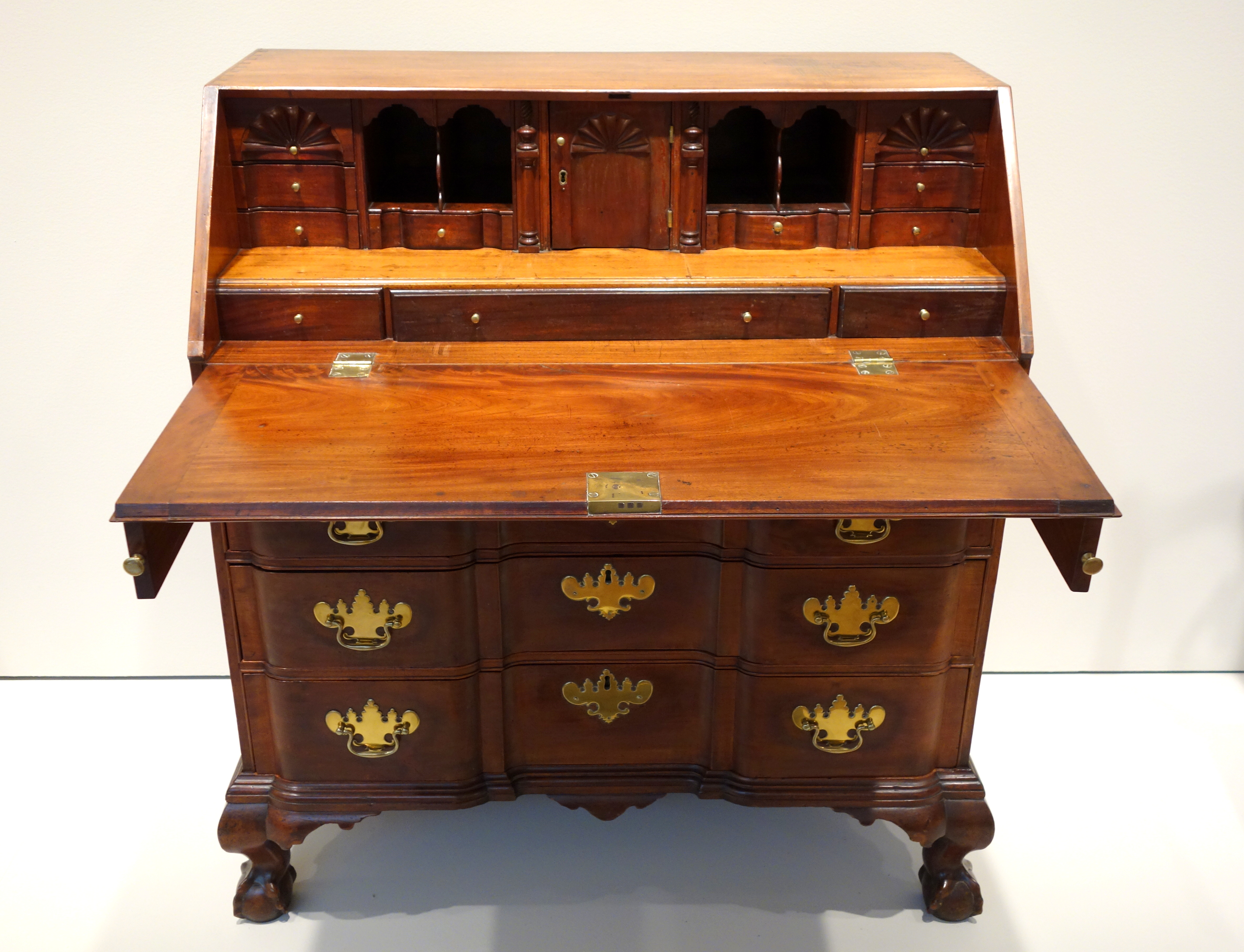
Meubel van mahonie, circa 1755-1770
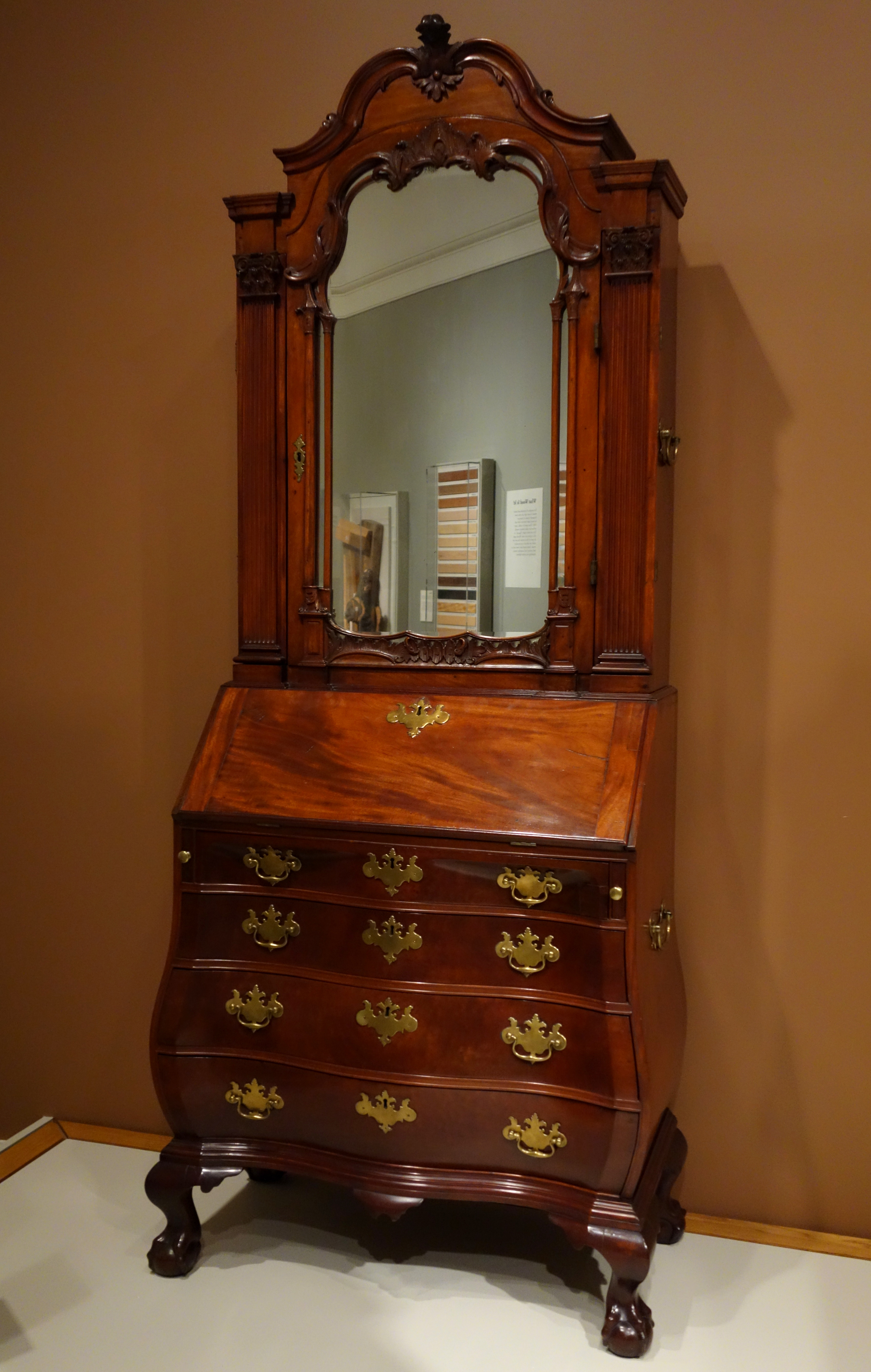
Meubel van mahonie, circa 1770-1785
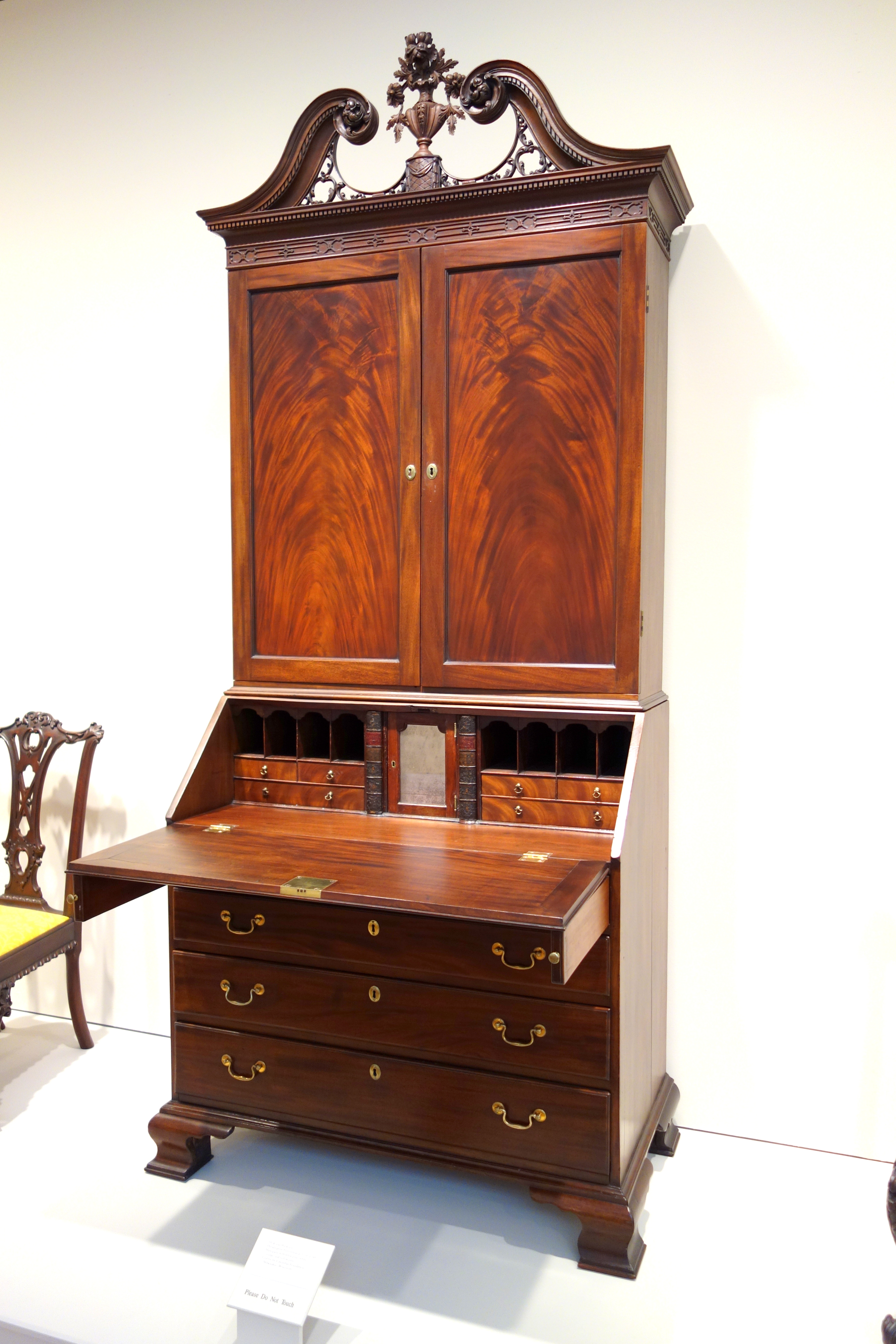
Meubel van mahonie, circa 1770-1780
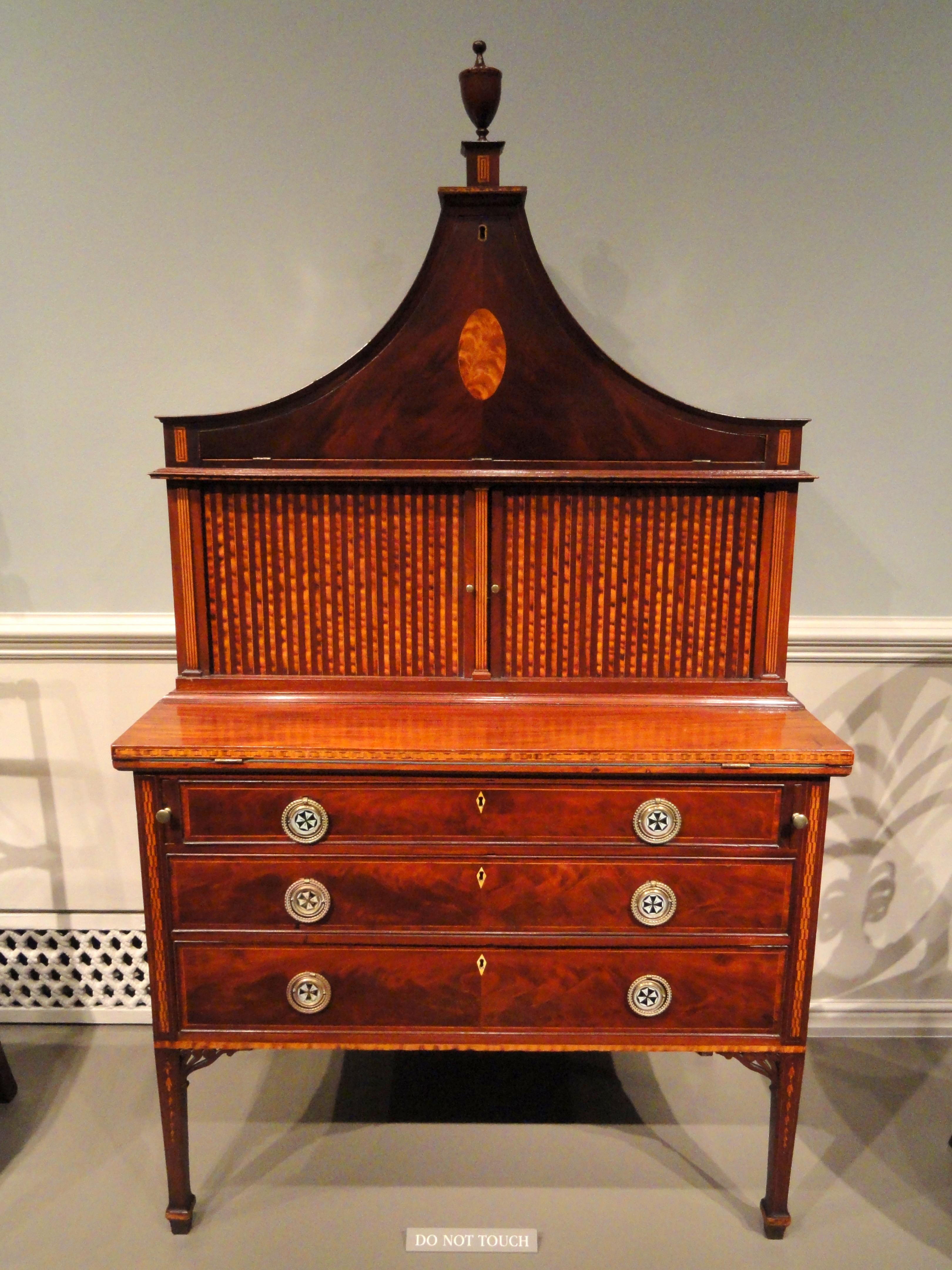
Meubel van mahonie, circa 1790-1796
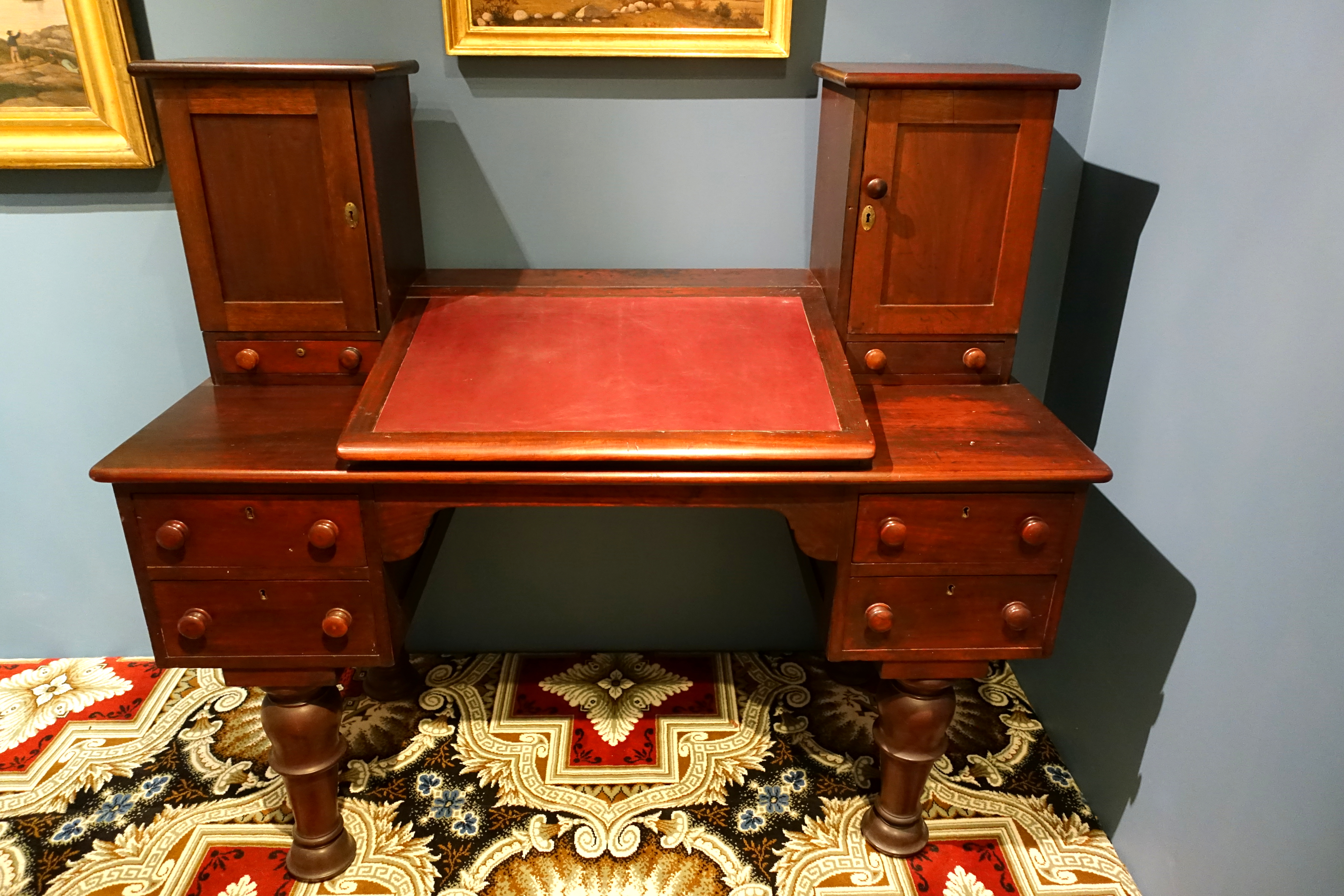
Meubel van mahonie, circa 1850-1860
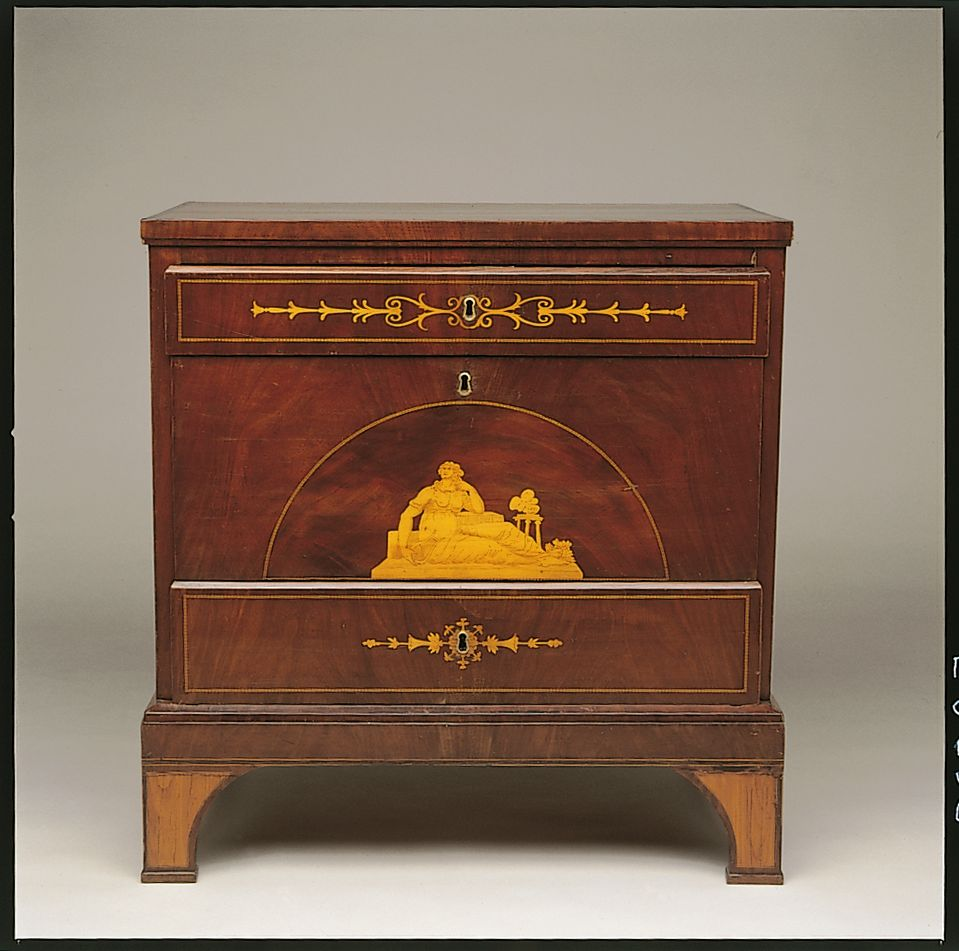
Meubel van mahonie, 1812
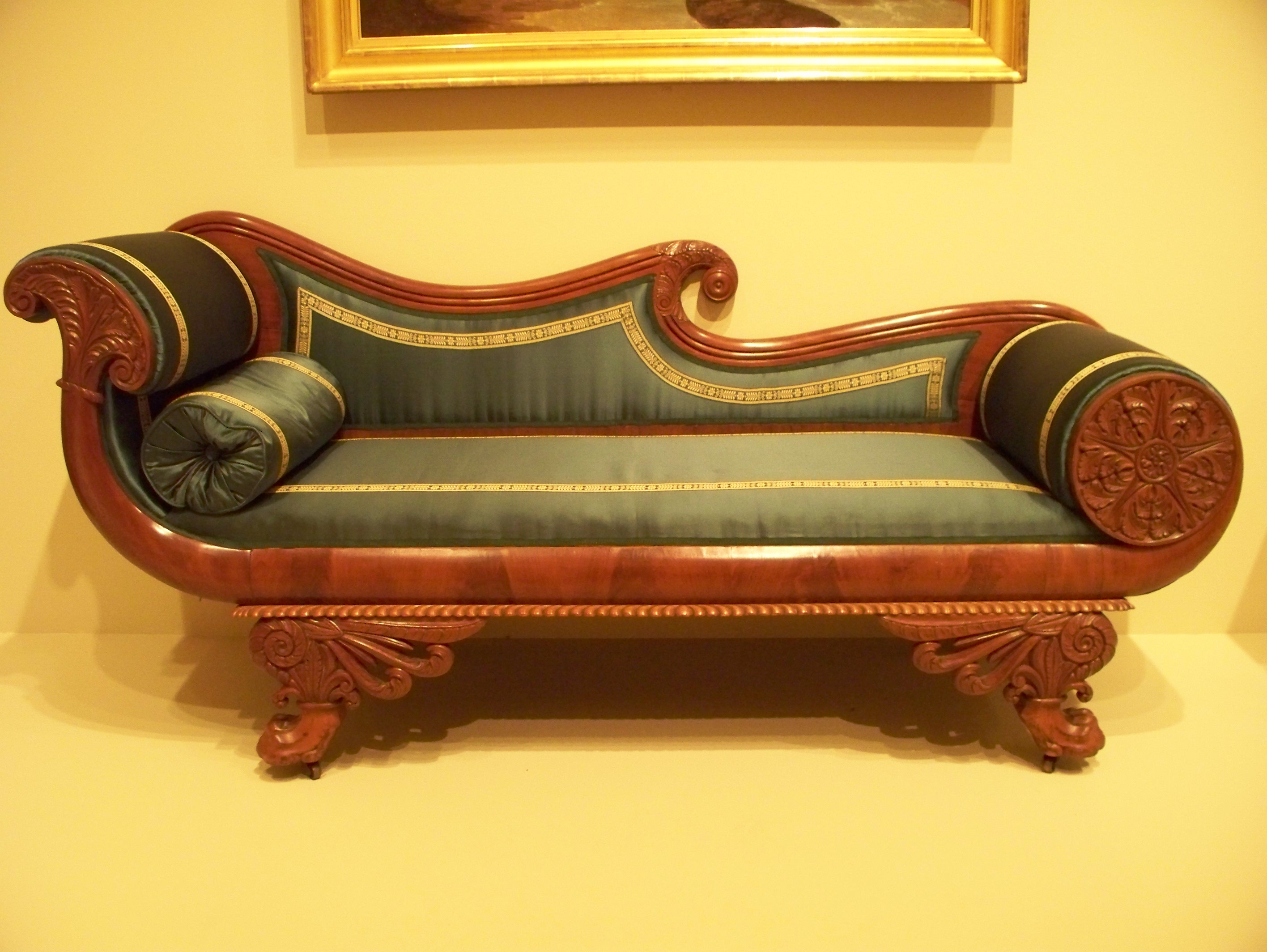
Meubel van mahonie, circa 1825-1835
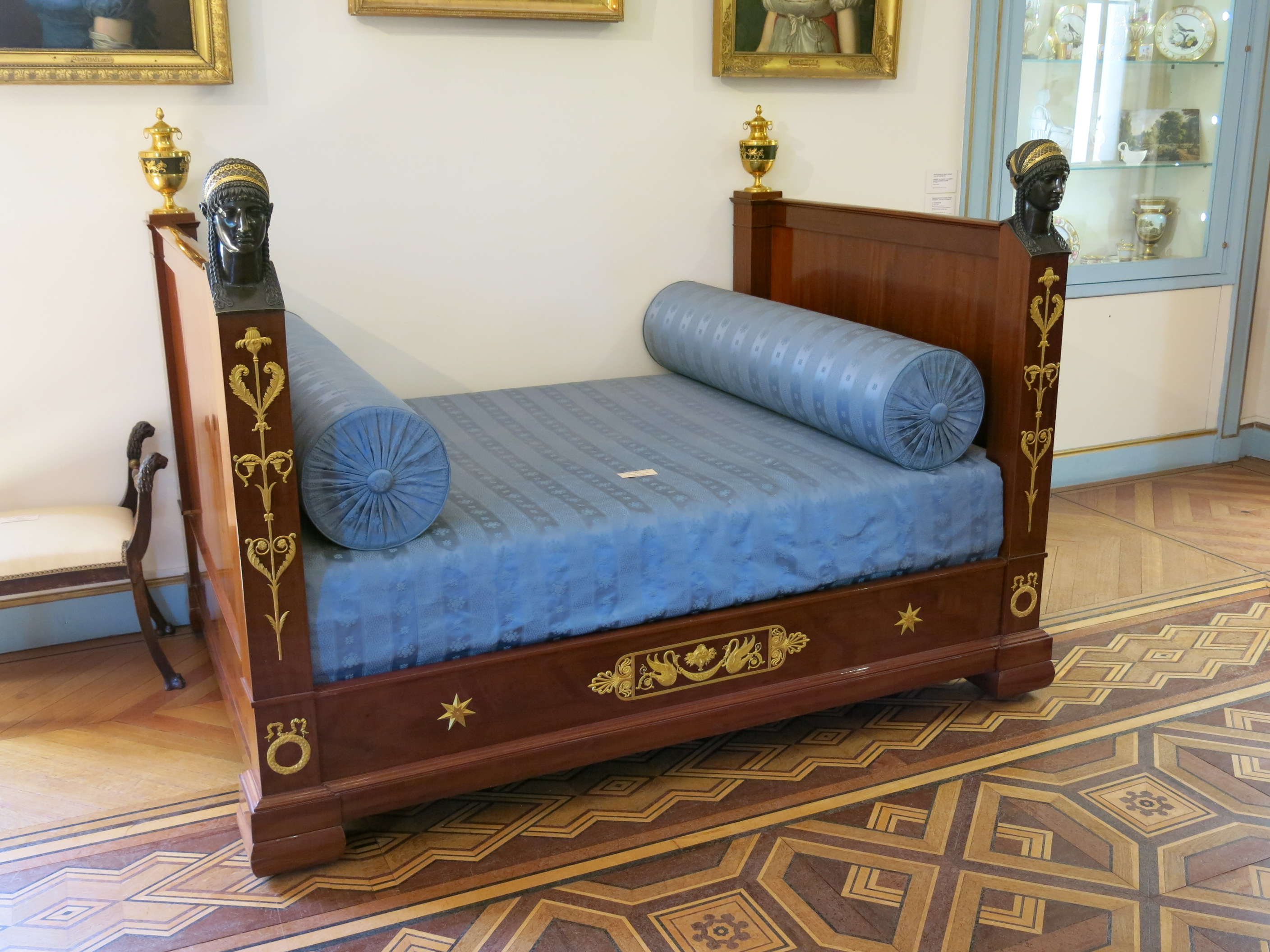
Bed van mahonie, 1807-1808